# Chionaema propinquella
Chionaema propinquella är en fjärilsart som beskrevs av Embrik Strand 1917. Chionaema propinquella ingår i släktet Chionaema och familjen björnspinnare. Inga underarter finns listade i Catalogue of Life.